# Шенкер, Леон
Леон Шенкер (пол. Leon Schönker; 1903 год, Аушвиц, Австрийская империя — умер в 1965 году, Рамат Йосеф, Бат-Ям, Израиль) — польский художник, бизнесмен и общественный деятель. Известен тем, что организовал иммиграционное бюро в Освенциме (во время нацистской оккупации — Аушвиц) с целью помочь евреям покинуть оккупированную Польшу и спасти их жизни.

## Биография
Семья Шенкер поселилась в Освенциме примерно в середине XIX века. Последующие поколения Шенкеров внесли большой вклад в финансовое и культурное развитие города. Семья была известна тем, что поддерживала тесные отношения с местными жителями, как евреями, так и христианами, а также работала в городском совете. Отцом Леона был Юзеф Шенкер, известный промышленник, который в 1905 году основал фабрику по производству пестицидов под названием AE Schönker, позже переименованную в Wytwórnię Sztucznych Nawozów Agrochemia (в переводе с пол. — «Фабрика искусственных удобрений Агрохимия»). Он был членом городского совета, местной иудейской религиозной общины и сберегательного банка города Освенцим.
Во время Первой мировой войны семья Шенкер переехала в Вену, где 15-летний Леон поступил в Академию изобразительных искусств. После войны он продолжил учёбу в Париже и Амстердаме. В 1922 году Леон вернулся в Польшу, сначала поселившись в Кракове, где начал писать статьи в местные газеты. Он был одним из основателей Ассоциации еврейских художников и скульпторов и в конце концов был избран её президентом. Его многокрасочные декорации украсили интерьер синагоги Вольфа Поппера в еврейском районе Кракова Казимеже. Шенкер публиковался в ряде ежедневных газет и журналов, в том числе в Nowy Dziennik, «Новый журнал» и Sztuka i Życie Współczesne. В межвоенный период он уже был признанным художником, хорошо известным горожанином Кракова и Освенцима. Его работы находятся в коллекциях Академии искусств «Бецалель» в Иерусалиме и в Эрмитаже.

## Эмиграционное бюро
В 1939 году Леон стал президентом еврейского совета старейшин в Освенциме (переименованного немцами в Аушвиц), взяв на себя ответственность за судьбу еврейской общины города. В первые месяцы войны он возглавил Бюро по делам эмиграции и участвовал в переговорах с немецкими властями в Берлине. Усилия по переселению польских евреев не увенчались успехом и немецкие власти уволили Шенкера, выбрав на его место более сговорчивого председателя Совета старейшин. Попытка Шенкера спасти евреев Силезии и её последующее продолжение закончились неудачей, и подавляющее большинство местных евреев, как и остальная часть их европейского населения, были убиты во время Холокоста. История иммиграционного бюро рассказана в книге Хенрика Шенкера «Касание ангела» (пол. Dotknięcie Anioła), по которой в 2015 году в Польше был снят одноимённый псевдодокументальный фильм.

## После 1940 года
В начале 1940 года семья Шенкеров была вынуждена бежать из города. Они прошли через Краков, Величку и гетто в Тарнуве и Бохне. Благодаря поддельным документам они оказались в специальном отделении лагеря Берген-Бельзен как палестинские граждане, ожидающие обмена. После эвакуации они были освобождены и вернулись в свой родной город. Леон вновь открыл агрохимическую фабрику и занял пост президента Еврейской религиозной ассоциации. Он стал участвовать в оказании помощи выжившим и восстановлении еврейской жизни и самого города. Однако в 1949 году коммунисты конфисковали фабрику, а самого Шенкера заключили в тюрьму. В 1955 году Шенкерам было выдано разрешение на выезд из страны. Они отправились в Вену, а затем в Израиль.
Леон Шенкер умер в 1965 году в возрасте 62 лет в Рамат-Йосефе, районе города Бат-Ям.

## Семья
Жена — Мина Мюнц. Сын — Хенрик Шенкер (1931—2019) — израильский и польский инженер и художник, свидетель Холокоста, автор мемуаров.